# Norrmalmskyrkan
Norrmalmskyrkan i Vasastaden i Stockholm, med adress Norrtullsgatan 37, är Norrmalms baptistförsamlings kyrka. Församlingen tillhör Equmeniakyrkan. Församlingen välkomnar alla, oavsett tro, till sina gudstjänster och andra offentliga samlingar och verksamheter.

## Historia
Församlingens historia går tillbaka till 1854 då Stockholms (första) baptistförsamling bildades och vars kyrka var Betelkapellet på Malmskillnadsgatan i Stockholms city. År 1961 gick Stockholms första baptistförsamling samman med Tabernaklet (Stockholms fjärde baptistförsamling, även kallad Vasastadens baptistförsamling), och med Saronkyrkan (Stockholms åttonde baptistförsamling). Man bildade då Norrmalms baptistförsamling och lät bygga den nya kyrkan på Norrtullsgatan. Kyrkan besöktes 1964 av Martin Luther King i samband med att denne mottog Nobels fredspris.
Församlingen blev 2009 historisk då den, som första enskilda församling i Sverige, sade ja till vigsel av homosexuella.
Kyrkan tillhörde Svenska baptistsamfundet tills detta gick upp i Equmeniakyrkan vid bildandet 2011.

### Pastorer i kronologisk ordning efter tillträdesår
| Namn                 | Tjänstgöringsår | Levnadsår | Anmärkning                  |
| -------------------- | --------------- | --------- | --------------------------- |
| Anders Wiberg        | 1855-1870       | 1816-1887 |                             |
| Wilhelm Lindblom     | 1870-1905       | 1837-1905 |                             |
| Sven Svensson        | 1885-1890       | 1844-1933 |                             |
| Jakob Byström        | 1892-1893       | 1857-1947 | äldste 1893-1947            |
| Robert Söderberg     | 1893-1925       | 1860-1935 |                             |
| K. A. Modén          | 1898-1919       | 1868-1950 |                             |
| John Johansson       | 1906-1921       | 1863-1921 |                             |
| Hjalmar Danielson    | 1921-1932       | 1881-1955 |                             |
| John Alfred Swedberg | 1925-1939       | 1872-1963 |                             |
| Ernhard Gehlin       | 1933-1955       | 1887-1978 |                             |
| Joel Sörenson        | 1961-1971       | 1915-1971 |                             |
| Ruben Janarv         | 1973-1993       | 1926-     |                             |
| Per-Åke Wahlberg     |                 |           |                             |
| Stig Sköld           | 1993-1999       | 1935-1999 |                             |
| Larsåke W. Persson   |                 |           |                             |
| Berit Åqvist         |                 |           |                             |
| Lasse Pettersson     |                 |           | studentpastor               |
| Helen Florberger     | ?-2015          |           | studentpastor               |
| Elisabet Ravelojaona |                 |           | församlingsföreståndare     |
| Stefan Albinsson     |                 |           | tf. församlingsföreståndare |
| Eva Larsén           |                 | 2018-     | församlingsföreståndare     |

## Kyrkobyggnaden
Kyrkan i kvarteret Flöjtblåsaren invigdes den 1 mars 1964. Den ritades av arkitekterna Bengt Carlberg och Stig Hermansson. I Expressen beskrevs det betongmodernistiska bygget som "ett imponerande verk av frivilligt offersinne och spontan idealitet". En drivande kraft i processen var riksdagsmannen och pastorn Joel Sörenson. Fasaderna är släta förutom hörnpartiet, som är utformat som ett torn och försett med ett stort kors, samt en fritt hängande kyrkklocka.
Interiören är välbevarad med ekpaneler, granitväggar och mässingslampor. Här finns även detaljer från det gamla Betelkapellet, såsom körläktarens trappräcke. I kyrkans fond finns en 14 meter hög textil, "Livets källa", av Kerstin Ekengren. Längs kyrkorummet, mot Frejgatan, löper Berndt Hellebergs stora färgstarka katedralfönster.